# Джимде, Абдулай
Абдулай Джимде (фр. Abdoulaye Djimdé) — доцент в области микробиологии и иммунологии в Мали. Он работает в области генетической эпидемиологии и устойчивости к противомалярийным препаратам. Джимбе является международным научным сотрудником института Сенгера. Он является руководителем отдела молекулярной эпидемиологии и лекарственной устойчивости в Центре исследований и подготовки по борьбе с малярией Университета Бамако.

## Ранняя жизнь и образование
Джимде получил докторскую степень в области фармации в 1988 году в Университете Бамако. Он открыл собственную аптеку и понял, что людям нужны более эффективные методы лечения малярии. Он начал работать волонтёром вместе с Огобарой Думбо в новом Центре исследований и обучения малярии и перешёл в Университет штата Мэриленд, округ Балтимор, чтобы получить степень доктора философии. Он работал с национальными институтами здравоохранения США и определил первый молекулярный маркер малярии, устойчивой к хлорохину . Во время докторской диссертации он вступил в Американское общество тропической медицины и гигиены.

## Исследования и карьера
В 2005 году Джимде был удостоен стипендии Медицинского института Говарда Хьюза. Является сотрудником института Сенгера. Он работает в Университете Бамако, где он и его исследовательская группа пытаются выяснить, как вариации генома plasmodium falciparum и anopheles gambiae помогают распространению малярии. Он сотрудничает с центром Совета по медицинским исследованиям по геномике и глобальному здоровью, включая MalariaGEN и сеть разнообразия плазмодия в Африке (PDNA). PDNA связал 11 стран Африки к югу от Сахары, помогая африканским учёным сотрудничать и влиять на глобальную политику здравоохранения
.
Джимде помог создать Всемирную сеть противомалярийной резистентности и входил в состав консультативного совета. В 2012 году он был назначен доцентом кафедры паразитологии и микробиологии в Университете Бамако. Он является директором по развитию навыков в области лидерства и генетики для ликвидации малярии в странах Африки к югу от Сахары (DELGEME). DELGEME обучает выпускников, аспирантов и стипендиатов в области биоинформатики и геномики малярии. Он координирует клинические испытания противомалярийных препаратов в Западной Африке. Он вёл след pyramax, который он показал, может быть использован для лечения нескольких эпизодов малярии
Он появился на радио-шоу Elsevier.

## Награды и почести
- 2001 — Национальный Орден Мали[1]
- 2002 — Федерация европейских обществ тропической медицины и Международной премии за борьбу с малярией в области здравоохранения[1]
- 2005 — Международный Учёный медицинского института Говарда Хьюза[1]
- 2009 — приз Национальной фармацевтической академии Франции[1][13]
- 2018 — член Академии наук Мали[14]